# Del Mar Financial Partners Inc. Open 2014
Il Del Mar Financial Partners Inc. Open 2014 è stato un torneo di tennis facente parte della categoria ITF Women's Circuit nell'ambito dell'ITF Women's Circuit 2014. Il torneo si è giocato a Rancho Santa Fe in Stati Uniti dal 10 al 16 febbraio 2014 su campi in cemento e aveva un montepremi di $25,000.

## Vincitrici

### Singolare
Tamira Paszek ha battuto in finale  Shūko Aoyama con il punteggio di 6–1, 6–1

### Doppio
Samantha Crawford /  Xu Yifan hanno battuto in finale  Danielle Lao /  Keri Wong con il punteggio di 3–6, 6–2, [12–10]